# Acid android
ACID ANDROID（アシッド・アンドロイド）は、L'Arc〜en〜Cielのドラマー、yukihiroのソロプロジェクト。
2001年より活動を開始。このプロジェクトにおいて、yukihiroは基本的にボーカルを務め、楽曲によってはギター、ドラム、プログラミング、ミキシングを担当している。L'Arc〜en〜Cielなどのバンド活動と並行してプロジェクトを進めており、現在までにアルバム8作品、シングル・単曲配信8作品、映像作品4作品を発表している。
楽曲は、yukihiroが好んで聴いてきたインダストリアルやエレクトロニカ、オルタナティヴ・ロック、シューゲイザーから影響を受けたものが多い。特に活動初期は、メタリックなサウンドにディープなエレクトロサウンドを駆使し、ダンス・ミュージックやテクノを基調としたダンサブルなナンバーや、インダストリアル・ロックに密接したアグレッシヴなナンバーを手掛けていた。近年は、yukihiroのルーツとなっている1980年代のニュー・ウェイヴやシンセポップ、エレクトロ・ポップからの影響を色濃く反映した楽曲の制作にシフトしてきている。
プロジェクト名の主な略称はACID。なお、2017年6月30日までのアーティスト表記は、小文字表記のacid androidとなっていた。
マネジメントはMAVERICKが担当。現在の所属レーベルは、2001年に自主レーベルとして立ち上げた、track on drugs records。

## 概要
yukihiro（L'Arc〜en〜Ciel）が、2001年より始動したソロプロジェクト。このプロジェクト名は、L'Arc〜en〜Cielのファンクラブ活動の一環で、2001年5月23日にyukihiroがソロ名義で主催したDJイベント「acid android in an alcove」のタイトルに由来している（イベントの詳細は下記参照）。
上記イベントの終演から約4ヶ月後となる2001年9月27日には、PlayStation 2用ゲームソフト『デビルメイクライ』に提供した楽曲を表題曲としたシングル「ring the noise」をyukihiro名義でリリースし、1995年に発表したライヴアルバム『「8.13」LIVE AT NISSIN POWER STATION '95.8.13』以来に約6年ぶりにソロとしての作品リリースを再開。そして2001年11月19日には、acid android名義で初となるワンマンライヴ「acid android act in november」を新宿リキッドルームで開催し、このプロジェクトが始動している。なお、このライヴでは、yukihiroがボーカルとギターを務め、ツイン・ドラムを擁したうえ、yukihiro含めギター4名という編成で行われ、新たに制作した楽曲を披露している。翌2002年9月には、acid android名義で初の作品となる1stアルバム『acid android』を自身が企画するレーベル、track on drugs recordsより発売し、acid androidとしての本格的な活動がスタートした。
2003年には、レーベルをメジャーのKi/oon Recordsに移し、トニ・ハリディ（カーヴ）とのコラボレーションソングを収めた初のミニアルバム『faults』を発表。2006年にはacid android名義での初のフィジカルシングル「let's dance」に加え、2ndアルバム『purification』を発表。また、この年には、自身最長となるロングツアー「acid android tour 2006」を全国34ヶ所で開催している。さらに同年9月22日・9月27日には、3会場でライヴイベント「acid android live 2006 side-c」を開催。なお、9月27日の渋谷CLUB QUATTRO公演には森岡賢（ex.SOFT BALLET）がゲスト出演しており、SOFT BALLETの楽曲「EGO DANCE」をセッションしている。また、同日の代官山UNIT公演には、noah（101A）、the k（101A）、ASAKI（BUG）がゲストとして出演している。
そして2010年からは、再び自主レーベルに戻り、3rdアルバム『13:day:dream』と2ndミニアルバム『code』を発表している。以後もL'Arc〜en〜Cielなどのバンド活動と並行し、このプロジェクトを精力的に行っており、現在までにアルバム8作（内ミニアルバム2作、ボックスセット1作）、シングル・単曲配信8作（yukihiro名義の作品含む）をリリースしている。
2017年7月1日には、最新アーティスト写真と最新ロゴを発表。それに伴いオフィシャルサイトもリニューアルし、アーティスト表記を小文字のacid androidから、大文字のACID ANDROIDに変更している。ちなみにyukihiroは、このタイミングでの表記変更について「プロジェクトの表記は大文字、小文字表記のどちらを用いてもいいと思っている」「もちろんこだわっていますよ。大文字のフォントも一から作ってデザインしてますし。でも小文字でもいいんですよ。そこはお任せです」と当時のインタビューにて述べている。
| ACID ANDROID'S PICKS（外部リンク） |
| --- |
| 1. スマッシング・パンプキンズ / 1979 2. マッシヴ・アタック / Protection 3. デペッシュ・モード / Enjoy The Silence 4. レディオヘッド / Paranoid Android 5. デヴィッド・ボウイ / Little Wonder 6. バウハウス / Telegram Sam 7. ジャパン / Quiet Life 8. ジョイ・ディヴィジョン / Love Will Tear Us Apart, 1995 Remastered Version 9. スージー・アンド・ザ・バンシーズ / Israel 10. アンクル / Rabbit In Your Headlights 11. デフトーンズ / Change (In The House Of Flies) 12. ポーティスヘッド / Glory Box 13. ザ・キュアー / Lullaby 14. ヤー・ヤー・ヤーズ / Maps 15. ザ・エックス・エックス / Say Something Loving 16. モトリー・クルー / Too Young To Fall In Love 17. チャーチズ / Clearest Blue 18. ザ・ホラーズ / Sheena Is A Parasite 19. マイ・ブラッディ・ヴァレンタイン / soon 20. ザ・フレーミング・リップス / Race For The Prize 21. ローリング・ストーンズ / Paint It, Black 22. ジェイムス・ブレイク / The Wilhelm Scream 23. フューチャー・アイランズ / Seasons (Waiting On You) 24. デペッシュ・モード / Everything Counts 25. ドライ・クリーニング / Unsmart Lady 26. イヴ・トゥモア / Heaven Surrounds Us Like a Hood 27. オウテカ / Gantz Graf 28. マジー・スター / Fade into You 29. ケリー・リー・オーウェンス / On |

2020年からは、自身の公式SNSや公式YouTubeアーティストチャンネルで、「ACID ANDROID'S PICKS」と題した企画が不定期で行われている。この企画は、yukihiroが好む音楽を紹介していくものとなっており、現在までに20曲以上がピックアップされている。

### 音楽性・楽曲制作
acid androidの楽曲は、yukihiroが昔から好んで聴いていたミニストリーやナイン・インチ・ネイルズに代表されるようなインダストリアル・ミュージックや、コーンやデフトーンズのようなギターリフが印象的なヘヴィー・ロック・サウンドに影響を受けたものが多く、こういった音楽性にエレクトロニック・ボディ・ミュージック的な構成を掛け合わせていくことが基本の形となっている。ただし、2006年のインタビューにおいて、yukihiro本人は「インダストリアルだけじゃなくて、マイブラ（マイ・ブラッディ・ヴァレンタイン）みたいなシューゲイザー系のこだわりもあるし、あとゴスのこだわりもあるし、そういうこだわりも同じくらいある」「インダストリアル大好きです、っていう公言はしてましたけど（笑）。でもacid androidはインダストリアルやるんです、っていう存在ではない。そう自分では思ってました」と語っている。事実、acid androidでは、インダストリアルに傾倒した楽曲の他に、エレクトロ、ゴシック・ロック、シューゲイザー、チルアウトなど、様々な要素を採り入れた楽曲が制作されている。
acid androidにおける楽曲制作に関し、yukihiroは「いまの音楽はリズムの音色やパターンがすごく大事だと考えているんです。つまり、作った音楽を現代的な形に落とし込むうえで、いまのリズムっていうのは必要不可欠なんです。だからacid androidではそれをどう格好良く聴かせるかという点において研究する場になっていますし、その結果を発表する場になっていますね」「僕のソロ活動としてのACID ANDROIDは、自分が満足できることをなるべくやれる場所にしておきたいんですよ。そこから違うものに発展させたくないんですね。だからここは、自分のワガママを通せる場所、形にできる場所として、守っておきたいんです」と述べている。また、yukihiro自身が「（メロディは）曲のパートの構成として必要なもの。これがAパート、Bパートです、くらいの捉え方だった」というように、acid androidでは当初、メロディラインを強く意識した楽曲制作を志向していなかった。ただ、2006年に発表した2ndアルバム『purification』の頃からメロディアスな楽曲も増えてきており、yukihiroは2010年に受けたインタビューで「自分のなかでは作っているものはすべてポップであるという意識はあるんですよ」と語っている。さらに、2010年に受けた音楽雑誌『ミュージック・マガジン』のインタビューにおいて、yukihiroは「新しいとされる音楽を聴いても、これって前にもあったよな、と思ってしまう。この20年間でいろんな音楽が出てきたけど、あらかたのパターンは出尽くしたという気がします。あとは今ある音楽をどう解釈するか。だから今作（＝『13:day:dream』）は、ぼくが今まで聴いてきたものへのリスペクトの気持ちが強いですね」と語っており、先人の音楽をリスペクトし楽曲制作を行っていることを示唆している。
2010年に発表した2ndミニアルバム『code』あたりから、ギターリフ中心で制作された楽曲が減ってきており、音楽性に変化がみられるようになった。2010年頃の作品から歪んだギターリフを採り入れた楽曲が減ってきた背景について、yukihiroは「（インダストリアルは）やり尽くしたとまでは言えないですけど、自分のなかでやりたいと思っていたことはやったかな」「（インダストリアルは）今でも好きだし、もしかしたらまたそういう方向性のものを作るかもしれないですけど、今回はそこから1回離れてみようかな、と思ったんですよ」とインタビューにて述べており、この頃からダークなエレクトロ・ポップを基調としたサウンドが音源に採り入れられるようになった。
こうして徐々に音楽性が変化していき、2017年11月に発表した4thアルバム『GARDEN』は、1980年代のニュー・ウェイヴ、シンセポップからの影響を色濃く反映した作品として仕上げられることになった。yukihiroはこのアルバムについて、「エレポップというより、ニュー・ウェーヴって言われたほうがしっくり来るかな。ジャパンやデュラン・デュランとか、中学高校の頃に聴いていたヒットチャートの音楽。そこにあったニューウェーヴ感というか。まだエレポップって言葉も知らない頃に感じたものが、土台になってる。その印象が強いかな」と述べている。そしてこのアルバム以降も、ダークウェイヴを背景に、テクノやエレクトロ・ポップに昇華させたサウンドを基調とした楽曲を発表している。また、2023年には、デペッシュ・モードが1984年に発表したアルバム『サム・グレート・リウォード』に収録された楽曲「ピープル・アー・ピープル」の金属音をサンプリングした楽曲「idea」がリリースされている。
なお、acid androidにおける楽曲制作では、yukihiroが所有する実機のアナログシンセサイザーやリズムマシン、サンプラーが多用されており、ほとんどの作業はyukihiroのプライベート・スタジオで完結されている。これまでにacid androidのレコーディングで使われた機材は、アナログシンセではDave Smith Instruments Sequential Prophet-6や、Doepfer Dark Energy、KORG Arp Odessey、MOOG Minimoog Voyager、MOOG Minimoog Model D、Roland Jupiter-6、Nord rack 3などがあげられる。他にも、リズムマシンのRoland TR-808、Roland TR-909、サンプラーのAKAI professional MPC4000などがレコーディングで使用されている（yukihiroが所有する機材は『yukihiro#シンセサイザー等』の項目を参照）。また、2006年に発表した2ndアルバム『purification』を制作する前に、自宅スタジオをドラムも録れる環境に変更したことから、ドラム録りもプライベート・スタジオでレコーディングが行われるようになっている。さらにミックス作業は、外部のエンジニアに委託せず、yukihiro自らの手で行われることも多い。自分でミックス作業を行うことについて、yukihiroは2023年に受けたインタビューで「ミックスは頼めるエンジニアがいたらお願いしたいと思っているんですけど、解釈を言葉で伝えるのが難しい曲が多いので、だったら自分でやろうという判断です。ミックスでシンセの扱い方を伝えるのってすごく難しいんですよ。ドラム／ギター／ベース／ボーカルの曲だったら、バランスもある程度はお任せできて、歌のレベルなどのオーダーも伝えやすいんですけど、ACID ANDROIDの曲の場合は、“このループはもう少し見えてほしい”とか“このシンセの定位はこうしたい”など、どうしてもリクエストが細かくなってしまって、エンジニアに付きっきりで“こうしたい、ああしたい”とお願いしながらミックスしなければいけなくなってしまうのは違うかなと思うので、今は自分でやるしかないんです」と述べている。
ちなみに、acid androidのアルバムレコーディングでは、ゲストミュージシャンを招くことも多く、これまでにトニ・ハリディ（カーヴ）、フルカワミキ（LAMA、ex.SUPERCAR）、百々和宏（MO'SOME TONEBENDER）、藤井麻輝（SUILEN、SCHAFT、ex.minus(-)、ex.SOFT BALLET）、今井寿（BUCK-TICK）など、多くのアーティストが作品制作に参加している。なお、2009年11月24日には、13ヶ月間の期間限定のモバイルサイトをオープンし、藤田勇（MO'SOME TONEBENDER）、O.N.O（THA BLUE HERB）、ミヤ（MUCC）、TK（凛として時雨）、朝本浩文といった、ゲストミュージシャンがリミックスしたacid androidの音源が期間限定で発表されている。

### ライヴ

#### ライヴ体制
ライヴ体制は、プロジェクト初期から2009年までは基本的に、tomo（ex.D.T.R）、nabe（後にantz名義で参加）（ex.DEF.MASTER）、kishi（ex.remainthings）のギタリスト3名、ドラマーのyasuo、マニピュレーターのhirumaを携えた編成となっていた。そして2010年以降のライヴでは、基本的にantzとkishiのギタリスト2名とyasuo、hirumaを据えた編成を組んでいたが、各公演で編成を変えることが多く、acid androidがオーガナイズするDJ&ライヴイベント「acid android in an alcove vol.5」ではyasuoとの2人体制でライヴが行われていた。
ただ、yukihiroが2010年のインタビューで「最近ギターがそこまででしゃばらない曲が出来てきちゃってるんで、そういう曲だと、今のところライヴで出来ない曲になっちゃうんですよ」と述べているように、acid androidの音楽性に変化があったことから、2012年以降のライヴではサポートメンバーを一新し、体制を大きく変更することとなった。2012年に出演したBUCK-TICK主催のライヴイベント「BUCK-TICK FEST 2012 ON PARADE」、その後に行われたライヴツアー「acid android live 2012」からは、小林祐介（THE NOVEMBERS、THE SPELLBOUND）や、KENT（Lillies and Remains）、山口大吾（People In The Box）がサポートを務める新体制でツアーをまわっている。なお、現在では、ドラマーとして山口大吾、ギタリストとしてKAZUYA（Lillies and Remains）、マニピュレーターとしてhirumaがライヴサポートで参加している。ちなみにacid androidでは、前述のように楽器編成の変更が多いこともあってか、ライヴごとにyukihiroが既存曲のアレンジを変えることが多く、それは現在に至るまで徹底されている。
また、acid androidでは、後述の自主企画イベント以外にも、様々なライヴイベントに出演している。2003年5月8日にはken（L'Arc〜en〜Ciel）が在籍するSONS OF ALL PUSSYSのライヴイベントに、2006年4月19日にはアメリカのオルタナティヴ・メタルバンド、コーンのライヴツアー「JAPAN TOUR 2006」にオープニングアクトとして出演している。さらに2008年11月3日には、音楽雑誌『音楽と人』が主催するライヴイベント「音楽と人 Presents MUSIC & PEOPLE」にacid androidとして出演し、自身が敬愛するBUCK-TICKの今井寿が率いるバンド、Lucyと、元SOFT BALLETの藤井麻輝が芍薬と組んだ音楽ユニット、睡蓮の2組と共演している。ちなみにこのイベントは、音楽雑誌『音楽と人』に掲載された今井寿、yukihiro、藤井麻輝の3人による鼎談がきっかけで実現したものとなっている。そして2010年には、アメリカのオルタナティヴ・ロックバンド、スマッシング・パンプキンズが、野外ロックフェス「SUMMER SONIC 2010」のエクストラショーとして新木場STUDIO COASTで開催したライヴに出演している。
他にも、D'ERLANGERやBUCK-TICK、cali≠gari、sukekiyoがそれぞれ主催するライヴ・イベントに出演したり、hyde（L'Arc〜en〜Ciel）が在籍するVAMPSや、BAROQUE、People In The Boxとのツーマンライヴなども行っている。また、yukihiro名義でDJとしても活動しており、これまでに2012年に開催されたライヴイベント「December's Calling」や、2013年にTHE NOVEMBERSとLillies and Remainsの2組が企画したライヴイベント「Sigh」にDJで出演している。
さらに、2006年、2017年には海外での公演も実施しており、これまでに上海、台北でライヴを開催している。

#### acid android in an alcove
acid androidがオーガナイズするイベント。2001年5月23日にL'Arc〜en〜Cielのファンクラブ会員限定で1回目のDJイベント「acid android in an alcove」を行って以降、定期的に開催されており、時には様々なゲストミューシャンを迎えている。なお、このイベントがyukihiroによるacid androidプロジェクトの発端となっている。
このイベントは、回数を重ねるにつれ、＜ライヴイベント＞と＜DJイベント＞に分けられるようになり、オールナイトで行われることも多くなっている。ちなみに、これまでにライヴアクトとしてMUCC、MO'SOME TONEBENDER、minus(-)、
agraph、THE NOVEMBERS、Lillies and Remainsらが、DJアクトとして石野卓球（電気グルーヴ）、砂原良徳、THE LOWBROWSらがイベントにゲスト出演している。なお、2012年に開催された自主企画第5弾となるDJ&ライヴイベント「acid android in an alcove vol.5」では、yukihiroが所属するgeek sleep sheepがシークレットゲストとして出演し初ライヴを行っている。さらに、2014年に開催された自主企画第7弾となるDJ&ライヴイベント「acid android in an alcove vol.7」では、VJアクトとして映像作家の斉藤洋平が組んだ不定形実験的活動ユニット、rokapenisを招聘している。
なお、2016年に行われた自主企画第8弾となるDJ&ライヴイベント「acid android in an alcove vol.8 × THE NOVEMBERS PRESENTS 首」は、THE NOVEMBERSとの初の共同企画で開催されている。この公演では、土屋昌巳（KA.F.KA、ex.一風堂）、KENT（Lillies and Remains）、高松浩史（THE NOVEMBERS）、TOM（ex.PLASTICZOOMS）にyukihiroを加えたセッションが行われ、yukihiroが敬愛するデペッシュ・モードの楽曲のカバーが披露されている。
| acid android in an alcove 20181102 "ashes to ashes" dj setlist（Spotify） |
| --- |
| 1. デヴィッド・ボウイ / Ashes to Ashes 2. プラシーボ / Taste in Men 3. ビョーク / Army of Me 4. カーヴ / Missing Link 5. マリリン・マンソン / The Horrible People -Remix 6. ナイン・インチ・ネイルズ / Heresy 7. ミート・ビート・マニフェスト / Dog Star Man 8. ニッツァー・エブ / Control I'm Here 9. デペッシュ・モード / Behind the Wheel 10. スマッシング・パンプキンズ / 1979 11. ザ・キュアー / Friday I'm In Love (Strangelove Mix) 12. ジャパン / The Art Of Parties |

| acid android in an alcove 20181103 "ashes to ashes" dj setlist |
| --- |
| 1. デヴィッド・ボウイ / 'Tis a Pity She Was a Whore 2. マッシヴ・アタック / Daydreaming (Brixton Bass Mix) 3. ポーティスヘッド / Strangers 4. マドンナ / Erotica 5. ライ / The Fall 6. レニー・クラヴィッツ / It Ain't Over 'Til It's Over 7. ボム・ザ・ベース / 1 To 1 Religion (Mr. Lawrence Remix) 8. レディオヘッド / No Surprises 9. ナイン・インチ・ネイルズ / Closer 10. アンクル / Nursery Rhyme 11. ザ・ストーン・ローゼズ / Begging You 12. マイ・ブラッディ・ヴァレンタイン / Soon |

さらに2018年11月2日・3日には、DJ&ライヴイベント「acid android in an alcove 20181102 "ashes to ashes"」及び「acid android in an alcove 20181103 "ashes to ashes"」を主催している。このイベントではacid androidのライヴパフォーマンスの他、yukihiroによるDJコーナーが設けられており、2016年1月に亡くなったデヴィッド・ボウイの楽曲「アッシュズ・トゥ・アッシュズ」の他、様々なアーティストの楽曲がフロアでかけられている。ちなみに、yukihiroが11月2日公演のDJコーナーでかけた楽曲のプレイリストは、音楽ストリーミングサービス、Spotifyで公開されている。なお、このイベントにはDJアクトとして、DJハヤシ（POLYSICS）とYui Onodera（KOMPAKT）がゲスト出演している。
余談だが、yukihiroはacid androidプロジェクトを始める約6年前の1995年8月13日に、日清パワーステーションでDJ&ライヴイベント「case in Water 〜invitation from yukihiro〜」を開催しているが、この企画も＜ライヴイベント＞と＜DJイベント＞の2部構成で実施されていた。このイベントではyukihiroがソロ名義として制作した音源の他、アート・オブ・ノイズのリミックス盤やマッシヴ・アタック、トリッキーなどのダンス・ミュージックのレコードがかけられていた。そのため、このイベントは「alcove」企画の出発点といえるものになっている。

## メンバー
| 名前                                                                                         | パート                                               |
| -------------------------------------------------------------------------------------------- | ---------------------------------------------------- |
| yukihiro （L'Arc〜en〜Ciel、Petit Brabancon、geek sleep sheep、ex.DIE IN CRIES、ex.ZI:KILL） | vocal、guitar、drums、programming、mixing、producing |

### サポートメンバー
| tomo （FULL BLOOD UNION、ex.D.T.R）                              | 別名義は黒田朋幸。1stアルバム『acid android』からギタリストとしてレコーディングに参加 2001年のファーストライヴ「acid android act in november」から2009年までのacid android主催のライヴまたはイベントに参加。 |
| antz （Petit Brabancon、Tokyo Shoegazer、CQ、殻、ex.DEF.MASTER） | 別名義はnabe、watanabe、渡辺清美。1stミニアルバム『faults』からギタリストとしてレコーディングに参加 1stミニアルバム『faults』収録の「enmity」、2ndアルバム『purification』収録の「chill」、2ndミニアルバム『code』収録の「a moon tomorrow」では共作曲者として参加 2001年のファーストライヴ「acid android act in november」から2011年のライヴ「acid android live 2011」までacid android主催のライヴまたはイベントにサポートで参加。 |
| kishi （ex.remainthings）                                        | 別名義はtomoyuki kishi。2ndアルバム『purification』からギタリストとしてレコーディングに参加 2ndアルバム『purification』収録の「hallucination」では共作曲者として参加 acid androidの活動初期の頃から2011年のライヴ「acid android live 2011」まで、acid android主催のライヴまたはイベントにサポートで参加。 |
| KENT （Lillies and Remains）                                     | デジタルシングル「the end of sequence code」のレコーディングにギタリストとして参加 2012年のライヴイベント「BUCK-TICK FEST 2012 ON PARADE」、acid android主催のライヴツアー「acid android live 2012」の大阪・名古屋公演からサポートで参加 |
| 小林祐介 （THE NOVEMBERS、THE SPELLBOUND）                       | デジタルシングル「roses/ashes」、4thアルバム『GARDEN』のレコーディングにギタリストとして参加 2012年のacid android主催のライヴツアー「acid android live 2012」の東京公演からサポートで参加 |
| KAZUYA （Lillies and Remains）                                   | デジタルシングル「dealing with the devil」などの楽曲のレコーディングにギタリストとして参加 2016年のacid android主催のライヴ「acid android live 2016」にサポートで参加 現在もacid android主催のライヴのサポートギタリストを務めている |
| drums                                                            | |
| FURUTON （ex.SPACE COWBOY、ex.Oblivion Dust、ex.BUG）            | 2001年のファーストライヴ「acid android act in november」にサポートドラマーとして参加 |
| C.J. （ex.DEF.MASTER）                                           | 2001年のファーストライヴ「acid android act in november」にサポートドラマーとして参加 |
| yasuo （BLIND PIG、HinotorI、ex.Masha、Waiveサポート etc.）      | 別名義は山内康雄。2ndアルバム『purification』からドラマーとしてレコーディングに参加 acid androidの活動初期の頃から2011年のライヴ「acid android live 2011」まで、acid android主催のライヴまたはイベントにサポートで参加 2012年のacid android主催のライヴイベント「acid android in an alcove vol.5」に参加 |
| 山口大吾 （People In The Box）                                   | 2012年のライヴイベント「BUCK-TICK FEST 2012 ON PARADE」、acid android主催のライヴツアー「acid android live 2012」からサポートで参加 現在もacid android主催のライヴのサポートドラマーを務めている |
| manipulator                                                      | |
| hiruma                                                           | 株式会社サウンドクルー所属。2003年のライヴからマニピュレーターとして参加 配信楽曲「perpetual motion - hiruma remix」のリミックスを担当 |

### ゲストミュージシャン
（※）上記ライヴサポートミュージシャンを除く、レコーディングもしくはリミックスワークに参加したアーティストを記載
| 名前                                                     | 備考 |               |               |               |               |
| vocal, chorus                                            | vocal, chorus | vocal, chorus | vocal, chorus | vocal, chorus | vocal, chorus |
| -------------------------------------------------------- | --- | ------------- | ------------- | ------------- | ------------- |
| mimie （3＋3）                                           | 1stアルバム『acid android』から歌詞英訳ならびにボーカルとしてレコーディングに参加                                                           |               |               |               |               |
| トニ・ハリディ （カーヴ）                                | 1stミニアルバム『faults』に収録された「faults feat.toni halliday」のレコーディングに作詞・メロディ制作ならびにボーカルとして参加            |               |               |               |               |
| フルカワミキ （LAMA、ex.SUPERCAR）                       | 3rdアルバム『13:day:dream』に収録された「swallowtail」のレコーディングにコーラスとして参加                                                  |               |               |               |               |
| guitar                                                   | |               |               |               |               |
| 百々和宏 （MO'SOME TONEBENDER）                          | 3rdアルバム『13:day:dream』に収録された「swallowtail」のレコーディングにギタリストとして参加                                                |               |               |               |               |
| 今井寿 （BUCK-TICK、SCHAFT）                             | 2ndミニアルバム『code』に収録された「balancing doll:1.02」のレコーディングにギタリストとして参加                                            |               |               |               |               |
| TK （凛として時雨）                                      | 2ndミニアルバム『code』に収録された「mode inversion」のレコーディングにギタリストとして参加 配信楽曲「switch - TK remix」のリミックスを担当 |               |               |               |               |
| drums                                                    | |               |               |               |               |
| ピエール中野 （凛として時雨）                            | 配信楽曲「switch - TK remix」のドラムを担当                                                                                                 |               |               |               |               |
| synthesizer                                              | |               |               |               |               |
| 藤井麻輝 （SUILEN、SCHAFT、ex.minus(-)、ex.SOFT BALLET） | 2ndミニアルバム『code』に収録された「a moon tonight:1.22」のシンセサイザーを担当 配信楽曲「interwine - maki fujii remix」のリミックスを担当 |               |               |               |               |
| composer                                                 | |               |               |               |               |
| 浅川ミカ （ex.mucti）                                    | 2ndアルバム『purification』収録の「a lull in the rain」に共作曲者として参加                                                                 |               |               |               |               |
| arrangement                                              | |               |               |               |               |
| you-mi （DOOM、ex.DEF.MASTER、ex.ROSEN KREUZ）           | yukihiro名義で発表したシングル「ring the noise」の表題曲の共同編曲を担当 同シングル収録曲「ring the noise -def mix-」のリミックスを担当     |               |               |               |               |
| remix                                                    | |               |               |               |               |
| iLL （MUGAMICHILL、LAMA、ex.SUPERCAR）                   | 配信楽曲「unsaid - iLL remix」のリミックスを担当                                                                                            |               |               |               |               |
| the k （101A）                                           | 配信楽曲「interwine - 101A remix」のリミックスを担当                                                                                        |               |               |               |               |
| ミヤ （MUCC）                                            | 配信楽曲「amniotic -Miya remix」のリミックスを担当                                                                                          |               |               |               |               |
| 柴田徹也                                                 | 配信楽曲「ring the noise - tetsuya shibata remix」のリミックスを担当                                                                        |               |               |               |               |
| NUMB （DRACO、NUMB×SAIDRUM）                             | 別名義は鬼沢卓。配信楽曲「violent parade - Numb remix」のリミックスを担当                                                                   |               |               |               |               |
| cicada （Studio 3 Rekords、P-Vine、XXX Residents）       | 別名義は小川裕史。配信楽曲「a moon tonight - cicada remix」のリミックスを担当                                                               |               |               |               |               |
| O.N.O （THA BLUE HERB）                                  | 配信楽曲「swallowtail - O.N.O remix」のリミックスを担当                                                                                     |               |               |               |               |
| 朝本浩文 （ex.Ram Jam World、ex.MUTE BEAT）              | 配信楽曲「violator - hirofumi asamoto remix」のリミックスを担当                                                                             |               |               |               |               |
| フジタイサム （MO'SOME TONEBENDER）                      | 配信楽曲「violator - isamu fujita remix」のリミックスを担当                                                                                 |               |               |               |               |
| NEWDEAL （ex.The samos）                                 | 別名義はHITOSHI OHISHI。配信楽曲「rtn2010 -newdeal remix」のリミックスを担当                                                                |               |               |               |               |

## 来歴
2001年
- 5月23日、shibuya club asiaにてDJイベント「acid android in an alcove」をyukihiro名義で開催。このライヴタイトルがソロプロジェクト名の由来となっている。
- 8月23日、PlayStation 2用ゲームソフト『デビルメイクライ』の初回予約特典オムニバスアルバム『Dante's Selection』に、yukihiro名義で制作した楽曲「ring the noise」を提供。
- 9月27日、シングル「ring the noise」をyukihiro名義でKi/oon Recordsより発売。
- 11月19日、新宿リキッドルームにてacid androidとして初のワンマンライヴ「acid android act in november」を開催。このライヴがソロプロジェクト、acid androidの本格的なスタートとなった。

2002年
- 1月8日、上領亘が在籍する音楽プロジェクト、CROWが主催するライヴイベント「Surround Space Perception」にyukihiro名義でゲスト出演。
- 4月14日、上領亘が在籍する音楽プロジェクト、CROWが主催するライヴイベント「Surround Space Perception vol.2」にyukihiro名義でゲスト出演。
- 9月25日、1stアルバム『acid android』を自主レーベル、track on drugs recordsよりインターネット販売のみで発売。
- 9月29日、shibuya club asiaにてDJイベント「acid android in an alcove vol.2」を開催。

2003年
- 3月5日、1stアルバム『acid android』をDanger Crue Recordsより一般店頭販売開始。
- 3月12日、1stミニアルバム『faults』をKi/oon Recordsより発売。
- 3月12日 - 5月27日、初のライヴツアー「acid android live 2003」を開催。
- 5月8日、なんばhatchで行われたSONS OF ALL PUSSYS主催のライヴイベント「第二回 OSAKA BUBBLE FESTiVAL」に出演。acid android、HYDE、SONS OF ALL PUSSYSがステージ上で競演。客席にはtetsuyaの姿も。
- 8月9日 - 9月22日、ライヴツアー「acid android live 2003 ver.2」を開催。
- 9月26日、新宿LOFTにてacid androidが主催するDJ&ライヴイベント「acid android in an alcove vol.3」を開催。
- 12月26日、日本武道館で行われたライヴイベント「Danger Crue presents 天嘉-弐-」に出演。yukihiroはL'Arc〜en〜Cielとしてもステージに立っている。

2004年
- 2月19日、Zepp Tokyoで行われたMUCC主催ライヴイベント「えん2」出演。
- 2月21日、なんばhatchで行われたSONS OF ALL PUSSYS主催のライヴイベント「第四回 OSAKA BUBBLE FESTiVAL」出演。
- 2月23日、ON AIR OSAKAで行われたMUCC主催ライヴイベント「えん2」出演。
- 2月28日、横浜ベイホールにてacid android企画のDJ&ライヴイベント「acid android in an alcove vol.4」を開催。
- 3月3日、ライヴビデオ『acid android live 2003』をDanger Crue Recordsより発売。
- 12月25日、日本武道館で行われたライヴイベント「Danger Crue presents 天嘉-参-」に出演。yukihiroはP'UNK〜EN〜CIEL feat.P'UNK青木、L'Arc〜en〜Cielとしてもステージに立っている。

2005年
- 10月25日・10月27日・11月4日、ワンマンライヴ「acid android live 2005」を行う。
- 12月25日、日本武道館で行われたライヴイベント「Danger Crue presents 天嘉-四-」に出演。

2006年
- 2月1日、3年ぶりのアルバムとツアーの詳細が発表される。
- 3月26日、音楽と人主催のライヴイベント「音楽と人 Presents MUSIC & PEOPLE」に出演。
- 4月5日、シングル「let's dance」をacid android名義でKi/oon Recordsより発売。
- 4月19日、ロックバンド、コーンが開催した、ライヴツアー「JAPAN TOUR 2006」のZepp Tokyo公演にオープニングアクトとして出演。
- 4月22日・4月23日、中国・上海のxintindi ARKで行われたライヴイベント「acid android vs mucc 2006 in shanghai」でMUCCと対バン。なお、これがacid androidとしては初となる海外公演になった。
- 5月10日、2ndアルバム『purification』をKi/oon Recordsより発売。
- 5月12日 - 8月6日、ライヴツアー「acid android tour 2006」を開催。
- 5月30日、単行本第一弾「acid android archives side-a」をソニー・マガジンズより発売。
- 9月22日・9月27日、3会場でライヴ「acid android live 2006 side-c」を開催。27日の渋谷CLUB QUATTRO公演に森岡賢（ex.SOFT BALLET）、同日の代官山UNIT公演にnoah（101A）、the k（101A）、ASAKI（BUG）がゲストとして参加。
- 11月10日、新木場STUDIO COASTで行われたライヴイベント「ROCKSTAR Energy Drink Presents ROCKSTAR TASTE OF CHAOS 2008」に出演。
- 11月22日
ライヴビデオ『acid android tour 2006』をKi/oon Recordsより発売。
単行本第二弾「acid android archives side-b」をソニー・マガジンズより発売。
- 12月28日、単行本第三弾「acid android archives complete-edition」をソニー・マガジンズより発売。

2007年
- 12月19日、SUILENが発表したアルバム『音ヲ孕ム』の収録曲「左手」にyukihiro名義でドラマーとして参加。
- 12月26日、日本武道館で行われたライヴイベント「JACK IN THE BOX 2007」に出演。藤井麻輝（SUILEN、ex.SOFT BALLET）がゲストとして参加。

2008年
- 11月3日、横浜BLITZで行われた音楽と人主催のライヴイベント「音楽と人 Presents MUSIC & PEOPLE」に出演。
- 12月27日、日本武道館で行われたライヴイベント「JACK IN THE BOX 2008」にセッションバンドメンバーとして出演。

2009年
- 3月11日、SUILENが発表したアルバム『六花ノ音』の収録曲「浸透して」「腐葉土」「根ノ音ニタユタヘ」にyukihiro名義でドラマーとして参加。
- 5月14日、VAMPS主催のライヴツアー「VAMPS LIVE 2009」のCLUB CITTA'公演にて対バンを行う。本公演のライヴタイトルは「VAMPS LIVE 2009 ～吸血鬼VS人造人間～」と名付けられた。
- 8月15日、幕張メッセ展示場1-3で行われたライヴイベント「JACK IN THE BOX 2009 SUMMER」に出演。
- 12月17日、tomoが自身のブログにてサポートギタリストからを外れることを発表。
- 12月23日、SUILENが発表したアルバム『THE DAWN』の収録曲「浸透して Ver.2.0」にyukihiro名義でドラマーとして参加。
- 12月27日、日本武道館で行われたライヴイベント「JACK IN THE BOX 2009」に出演。
- 12月28日、コラボレーションアイテム第1弾「acid android x harakiri 13skulls necklace」予約開始。

2010年
- 2月13日 - 10月24日、ライヴツアー「acid android live 2010」を開催。
- 6月13日、恵比寿LIQUIDROOMで行われた音楽と人主催のライヴイベント「音楽と人 Presents MUSIC & PEOPLE」に出演。
- 7月13日、3rdアルバム『13:day:dream』を発売。本作以降は、再び自主レーベル、track on drugs recordsより発売。
- 8月11日、ロックバンド、スマッシング・パンプキンズが新木場STUDIO COASTで開催した、野外ロック・フェスティバル「SUMMER SONIC 2010」のエクストラ公演「SUMMER SONIC 2010 EXTRA」にゲストアクトとして出演。
- 8月21日、幕張メッセ展示場4-6で行われたライヴイベント「JACK IN THE BOX 2010 SUMMER」に出演。
- 9月20日、新木場STUDIO COASTで行われたD'ERLANGER主催のライヴ「ABSTINENCE'S DOOR ♯006」出演。
- 10月27日、2ndミニアルバム『code』を発売。
- 11月1日、11月22日に予定されていた日本武道館公演の中止を公式ホームページにて発表。

2011年
- 2月23日、ライヴビデオ『acid android live 2010』を発売。
- 4月13日、ボックス・セット『alcove / #1』を発売[22]。
- 8月4日、CLUB CITTA'にてワンマンライヴ「acid android live 2011」を開催。
- 7月30日、単行本第四弾「acid android archives -extended.」をソニー・マガジンズより発売。
- 11月13日、コラボレーションアイテム第2弾「acid android x harakiri 髑髏リング」予約開始。
- 12月14日、ライヴビデオ『acid android live 2011』を発売。
- 12月27日、日本武道館で行われたライヴイベント「JACK IN THE BOX 2011」にセッションバンドメンバーとして出演。

2012年
- 7月4日、BUCK-TICKのトリビュートアルバム『PARADE II 〜RESPECTIVE TRACKS OF BUCK-TICK〜』に「SEXUAL×××××!」のカバーで参加。
- 8月16日、CLUB CITTA'にて約8年ぶりとなる、acid android主催のDJ&ライヴイベント「acid android in an alcove vol.5」を開催[42]。新たに結成したgeek sleep sheepのメンバーとしても出演。
- 9月22日、千葉ポートパーク特設野外ステージにて行われたBUCK-TICK主催のライヴイベント「BUCK-TICK FEST 2012 ON PARADE」に出演。
- 11月3日 - 11月23日、ライヴツアー「acid android live 2012」を開催。
- 12月17日、CLUB CITTA'で行われたライヴイベント「December's Calling」にyukihiro名義でDJとして出演。

2013年
- 1月13日、LIQUIDROOM ebisuにてTHE NOVEMBERSとLillies and Remainsが共催したライヴイベント「THE NOVEMBERS x Lillies and Remains presents 「Sigh」」にyukihiro名義でDJとして出演。
- 4月20日・12月13日、ワンマンライヴ「acid android live 2013」を開催。
- 8月30日、CLUB CITTA'にてacid androidが主催するDJ&ライヴイベント「acid android in an alcove vol.6」を開催。
- 11月13日、「ソーシャル×リアルタイム×音楽」をキーワードにしたウェブ動画チャンネル、JAMBORiii STATIONにおいて、特別番組『acid android / yukihiroの歴史を学ぶ！～KENTと大吾の勉強会～』が配信された。なお、この番組にyukihiroは一切出演しておらず、司会はacid androidのライヴでサポートを務めるKENT（Lillies and Remains）と山口大吾（People In The Box）の2人が担当。ゲストとして、ミヤ（MUCC）と桜井青（cali≠gari）、小林祐介（THE NOVEMBERS）、hiruma（acid androidサポート）が出演している。また、KYO（D'ERLANGER、DIE IN CRIES）と室姫深（ex.DIE IN CRIES、ex.THE MAD CAPSULE MARKET'S）、有村竜太朗（Plastic Tree）が動画メッセージを寄せている。

2014年
- 9月25日、sukekiyoのアルバム『IMMORTALIS』の初回生産限定盤付属CDに「aftermath」のリミックスで参加。
- 6月13日、弐瓶勉が手掛けたacid androidのイメージキャラクターを発表[43]。
- 8月21日、CLUB CITTA'にてacid androidが主催するDJ&ライヴイベント「acid android in an alcove vol.7」を開催。
- 10月12日、代官山UNITにてLillies and Remains、PLASTICZOOMS、THE NOVEMBERSによる共催ライヴイベント「BODY」にyukihiro名義でDJとして出演[44]。
- 11月24日 - 2015年1月5日、公式アートブックの第二弾「collection #2」の予約受付を実施。本作には配信限定楽曲「the end of sequence code」を受け取るためのQRコードが付属する。

2015年
- 2月2日、sukekiyo主催の対バンライヴツアー「"The Unified Field" -双卵の眼-」のスカラエスパシオ公演に参加。
- 10月30日 - 11月3日、KATAにて展示会「acid android exhibit 2015」を開催。

2016年
- 1月20日、SCHAFTが発表したアルバム『ULTRA』にyukihiro名義でドラマーとして参加。
- 1月22日 - 1月28日、SCHAFT主催のライヴツアー「TOUR ULTRA -The Loud Engine-」にyukihiro名義でドラマーとして参加。
- 4月16日 - 11月1日、約2年4ヶ月ぶりとなるワンマンライヴ「acid android live 2016」を開催[39]。
- 5月25日、SCHAFTが発表したアルバム『Deeper and Down』にyukihiro名義でドラマーとして参加。
- 8月11日、CLUB CITTA'にてacid androidとTHE NOVEMBERSが共同開催するDJ&ライヴイベント「acid android in an alcove vol.8 × THE NOVEMBERS PRESENTS 首」を開催。
- 10月28日 - 11月1日、KATAにて展示会「acid android exhibit 2016」を開催[45]。

2017年
- 7月1日、最新アーティスト写真と最新ロゴを発表。それに伴いオフィシャルサイトもリニューアルし、アーティスト表記が大文字のACID ANDROIDに変更された。
- 7月8日 - 11月19日、ワンマンライヴ「ACID ANDROID LIVE 2017」を開催。
- 9月13日、D'ERLANGERのトリビュートアルバム『D'ERLANGER TRIBUTE ALBUM 〜Stairway to Heaven〜』に「AFTER IMAGE」のカバーで参加[46]。
- 10月20日、デジタルシングル「roses/ashes」を配信リリース。
- 10月下旬、単行本第五弾「acid android archives -fin.」をソニー・マガジンズより受注生産で発売[47]。
- 11月24日
4thアルバム『GARDEN』（2017 MIX）を配信限定で発売。
「amniotic」「violent parade」「violator:1.02」「roses ver2」の4曲をApple Music、Spotify、Google Play Music等で、自身初のストリーミング配信開始。

2018年
- 4月4日
4thアルバム『GARDEN』をフィジカルで発売。このアルバムには前年に発表した"2017 MIX"に加え、"2018 MIX"が収録されている。
各種配信サイトにてサブスクリプションサービス（定額制音楽配信）を開始。
- 4月20日 - 7月22日、ワンマンライヴ「ACID ANDROID LIVE 2018」を開催。
- 6月6日、hideのトリビュートアルバム『hide TRIBUTE IMPULSE』に「ELECTRIC CUCUMBER」のカバーで参加。
- 11月2日、代官山SPACE ODDにてDJ&ライヴイベント「acid android in an alcove 20181102 "ashes to ashes"」を開催。
- 11月3日、代官山SPACE ODDにてDJ&ライヴイベント「acid android in an alcove 20181103 "ashes to ashes"」を開催。

2019年
- 3月27日、コンピレーション・アルバム『東京喰種トーキョーグール AUTHENTIC SOUND CHRONICLE Compiled by Sui Ishida』に収録された、People In The Boxの楽曲「聖者たち」のリミックスに、yukihiro名義で参加。
- 3月30日 - 11月10日、ライヴツアー「ACID ANDROID LIVE 2019」を開催[48]。
- 9月6日、恵比寿LIQUIDROOMで行われたcali≠gari主催のライヴ「cali≠gari 25th Caliversary "1993-2019" 終わらない夏の伝説達へ… ～Can't Stopが止まらない！～」に出演。
- 9月25日、音楽雑誌『サウンド&レコーディング・マガジン』2019年11月号の付録CD『BODY TO BODY 30th Anniversary Remixes』に、SOFT BALLETの楽曲「BODY TO BODY」のリミックスで参加。
- 10月4日、渋谷duo MUSIC EXCHANGEで行われたBAROQUE主催のツーマンライヴ「2MAN LIVE BAROQUE×ACID ANDROID kiss the sky Ⅳ」に出演。

2020年
- 5月27日、THE NOVEMBERSが発表したアルバム『At The Beginning』に、yukihiro名義でシーケンスサウンドデザイナー、プログラマーとして参加。
- 8月14日、新型コロナウイルス感染症の拡大の煽りを受け、同年10月17日から開催する予定であったライヴツアー「ACID ANDROID LIVE 2020」の中止を発表。当初同年5月30日より全7公演が開催される予定だったが[49]、前述の感染症拡大に絡み、同年4月21日に全公演を10月以降に延期することが発表された。しかし、前述の感染症の収束の見通しが立っていない状況を受け、同年8月14日に振替公演も全て中止することとなった。
- 11月25日、ワンマンライヴ「ACID ANDROID LIVE 2020」を関東某所にて開催。新型コロナウイルス感染拡大防止の観点から、チケットを5枚限定で販売した有観客ライヴとなっており、開催場所もチケット当選者のみに詳細が発表された。また、同年12月28日から本公演の模様が動画配信サービス、Streaming＋及びローチケLIVE STREAMINGで期間限定で配信された。

2021年
- 2月27日、ライヴドキュメンタリー「ACID ANDROID LIVE 202011241125」を動画配信サービス、Streaming＋にて配信。映像は前年に行われたワンマンライヴ「ACID ANDROID LIVE 2020」のライヴのドキュメンタリーと本編の一部で構成されている。
- 6月12日 - 11月22日、ライヴツアー「ACID ANDROID LIVE 2021」を開催。同年7月24日に開催されたVeats shibuyaでの最終公演がアクシデントのため中断し途中で終了したため、同年11月22日にTSUTAYA O-EASTにて追加公演を実施。この追加公演では、7月24日公演のチケット購入者が無料招待されている。
- 12月27日、日本武道館で行われたライヴイベント「JACK IN THE BOX 2021」にセッションバンドメンバーとして出演。新たに結成したPetit Brabanconのメンバーとしても出演。

2022年
- 7月1日、渋谷Spotify O-EASTで行われたPeople In The Box主催のツーマンライヴイベント「-aapitb-」に出演。

2023年
- 7月21日、デジタルシングル「dealing with the devil」を配信リリース[17]。
- 8月4日、デジタルシングル「pale fire」を配信リリース[17]。
- 8月18日、デジタルシングル「demonstration」を配信リリース[17]。
- 9月1日、デジタルシングル「idea」を配信リリース[17]。
- 11月13日 - 11月23日、ワンマンライヴ「ACID ANDROID LIVE 2023」を開催。
- 11月24日、SPACE ODDで行われたライヴイベント「slice of alcove」にyukihiro名義でDJとして出演。なお、yukihiroはこのイベントに、geek sleep sheepとしても出演している。また、DJアクトとして、CARTOONとYELLOCKの2名が出演。さらに高松浩史（THE NOVEMBERS、Petit Brabancon）がゲスト出演している。

2025年
- 8月6日、5thアルバム『fade into black cosmos』を発売。
- 8月6日 - 12月9日、ライヴツアー「ACID ANDROID LIVE 2025」を開催。

## ディスコグラフィー

### スタジオ・アルバム
|     | 発売日         | タイトル               | 規格                   | 規格品番               | 最高順位 |
| --- | -------------- | ---------------------- | ---------------------- | ---------------------- | -------- |
| 1st | 2002年9月25日  | acid android           | 12cmCD                 | TODR-001               | -        |
| 1st | 2003年3月5日   | acid android           | 12cmCD                 | DCCA-20                | -        |
| 2nd | 2006年5月10日  | purification           | CD+DVD                 | KSCL-984〜985          | 22位     |
| 2nd | 2006年5月10日  | purification           | 12cmCD                 | KSCL-986               | 22位     |
| 3rd | 2010年7月13日  | 13:day:dream           | 12cmCD                 | TODR-002               | 28位     |
| 4th | 2017年11月24日 | GARDEN                 | デジタル・ダウンロード | TODR-015               | 41位     |
| 4th | 2018年4月4日   | GARDEN                 | 12cmCD(2枚組)          | POCS-9176/7            | 66位     |
| 4th | 2018年4月4日   | GARDEN                 | 12cmCD                 | POCS-1670              | 66位     |
| 5th | 2025年8月6日   | fade into black cosmos | デジタル・ダウンロード | デジタル・ダウンロード | -        |
| 5th | 2025年8月6日   | fade into black cosmos | 12cmCD+BOOKLET         | TODR-022               | -        |

#### ミニアルバム
|     | 発売日         | タイトル | 規格   | 規格品番      | 最高順位 |
| --- | -------------- | -------- | ------ | ------------- | -------- |
| 1st | 2003年3月12日  | faults   | 12cmCD | KSCL-513      | 67位     |
| 2nd | 2010年10月27日 | code     | CD+DVD | TODR-003〜004 | 46位     |
| 2nd | 2010年10月27日 | code     | 12cmCD | TODR-005      | 46位     |

#### BOX
| 発売日        | タイトル    | 規格    | 規格品番      | 最高順位 |
| ------------- | ----------- | ------- | ------------- | -------- |
| 2011年4月13日 | alcove / #1 | 4CD+DVD | TODR-008〜012 | 105位    |

### シングル

#### フィジカルシングル
yukihiro名義
（※）acid androidの活動を開始した2001年以降に発表したシングルのみ記載
| 発売日        | タイトル       | 規格   | 規格品番 | 最高順位 |
| ------------- | -------------- | ------ | -------- | -------- |
| 2001年9月27日 | ring the noise | 12cmCD | KSC2-412 | 9位      |

acid android名義
| 発売日       | タイトル    | 規格   | 規格品番      | 最高順位 | 収録アルバム |
| ------------ | ----------- | ------ | ------------- | -------- | ------------ |
| 2006年4月5日 | let's dance | 12cmCD | KSCL-979〜980 | 17位     | purification |

#### デジタルシングル
| 発売日                       | タイトル                 | 規格                   | 規格品番 | 収録アルバム           |
| ---------------------------- | ------------------------ | ---------------------- | -------- | ---------------------- |
| 2014年11月24日（予約開始日） | the end of sequence code | デジタル・ダウンロード | -        | GARDEN                 |
| 2017年10月20日               | roses/ashes              | デジタル・ダウンロード | TODR-014 | GARDEN                 |
| 2023年7月21日                | dealing with the devil   | デジタル・ダウンロード | TODR-017 | fade into black cosmos |
| 2023年8月4日                 | pale fire                | デジタル・ダウンロード | TODR-018 | fade into black cosmos |
| 2023年8月18日                | demonstration            | デジタル・ダウンロード | TODR-019 | fade into black cosmos |
| 2023年9月1日                 | idea                     | デジタル・ダウンロード | TODR-020 | fade into black cosmos |

#### 期間限定配信音源
2009年に期間限定で開設された公式モバイルサイトにて配信された楽曲。2011年4月13日に発売されたボックス・セット『alcove / #1』に全曲が収録されCD化された。
| 配信日                         | タイトル                               | 収録アルバム |
| ------------------------------ | -------------------------------------- | ------------ |
| 2009年12月13日-2010年1月12日   | unsaid - iLL remix                     | alcove / #1  |
| 2010年1月13日-2月12日          | switch - TK remix                      | alcove / #1  |
| 2010年2月13日-3月12日          | interwine - 101A remix                 | alcove / #1  |
| 2010年3月13日-4月12日          | irritation - maki fujii remix          | alcove / #1  |
| 2010年4月13日-5月12日          | amniotic - Miya remix                  | alcove / #1  |
| 2010年5月13日-6月12日          | ring the noise - tetsuya shibata remix | alcove / #1  |
| 2010年6月13日-7月12日          | violent parade - Numb remix            | alcove / #1  |
| 2010年7月13日-8月12日          | a moon tonight - cicada remix          | alcove / #1  |
| 2010年8月13日-9月12日          | swallowtail - O.N.O remix              | alcove / #1  |
| 2010年9月13日-10月12日         | violator - hirofumi asamoto remix      | alcove / #1  |
| 2010年10月13日-11月12日        | violator - isamu fujita remix          | alcove / #1  |
| 2010年11月13日-12月12日        | rtn2010 - newdeal remix                | alcove / #1  |
| 2010年12月13日-12月31日0時13分 | perpetual motion - hiruma remix        | alcove / #1  |

### ライヴビデオ
|     | 発売日         | タイトル               | 規格 | 規格品番  |
| --- | -------------- | ---------------------- | ---- | --------- |
| 1st | 2004年3月3日   | acid android live 2003 | DVD  | DCBA-4    |
| 2nd | 2006年11月22日 | acid android tour 2006 | DVD  | KSBL-5823 |
| 3rd | 2011年2月23日  | acid android live 2010 | DVD  | TODR-007  |
| 4th | 2011年12月14日 | acid android live 2011 | DVD  | TODR-013  |

### 参加作品
（※）acid androidの活動を開始した2001年以降に参加した作品のみ記載
|                               | 発売日                      | アーティスト    | タイトル                                                                  | 内容                                                                                        |
| ----------------------------- | --------------------------- | --------------- | ------------------------------------------------------------------------- | ------------------------------------------------------------------------------------------- |
| オムニバスアルバム            | 2001年8月23日               | Various Artists | Dante's Selection                                                         | yukihiro名義で発表した楽曲「ring the noise」を提供 （yukihiro名義で参加）                   |
| アルバム                      | 2007年12月19日              | SUILEN          | 音ヲ孕ム                                                                  | 収録曲「左手」にドラマーとして参加 （yukihiro名義で参加）                                   |
| アルバム                      | 2009年3月11日               | SUILEN          | 六花ノ音                                                                  | 収録曲「浸透して」「腐葉土」「根ノ音ニタユタヘ」にドラマーとして参加 （yukihiro名義で参加） |
| アルバム                      | 2009年12月23日              | SUILEN          | THE DAWN                                                                  | 収録曲「浸透して Ver.2.0」にドラマーとして参加 （yukihiro名義で参加）                       |
| トリビュートアルバム          | 2012年7月4日                | Various Artists | PARADE II 〜RESPECTIVE TRACKS OF BUCK-TICK〜                              | BUCK-TICKの楽曲「SEXUAL×××××!」のカバーで参加                                               |
| アルバム                      | 2014年4月30日               | sukekiyo        | IMMORTALIS                                                                | アルバム初回生産限定盤の特典CDに収録曲「aftermath」のリミックスで参加                       |
| アルバム                      | 2016年1月20日               | SCHAFT          | ULTRA                                                                     | 全収録曲にドラマーとして参加 （yukihiro名義で参加）                                         |
| アルバム                      | 2016年5月25日               | SCHAFT          | Deeper and Down                                                           | 全収録曲にドラマーとして参加 （yukihiro名義で参加）                                         |
| 映像作品                      | 2016年5月25日               | SCHAFT          | ARCHIVES 2016 TOUR ULTRA 〜The Loud Engine〜                              | 全収録曲にドラマーとして参加 （yukihiro名義で参加）                                         |
| トリビュートアルバム          | 2017年9月13日               | Various Artists | D'ERLANGER TRIBUTE ALBUM 〜Stairway to Heaven〜                           | D'ERLANGERの楽曲「AFTER IMAGE」のリミックスで参加                                           |
| トリビュートアルバム          | 2018年6月6日                | Various Artists | hide TRIBUTE IMPULSE                                                      | hideが結成したバンド、zilchの楽曲「ELECTRIC CUCUMBER」のカバーで参加                        |
| コンピレーションアルバム      | 2019年3月27日               | Various Artists | 東京喰種トーキョーグール AUTHENTIC SOUND CHRONICLE Compiled by Sui Ishida | People In The Boxの楽曲「聖者たち」のリミックスで参加 （yukihiro名義で参加）                |
| オムニバスCD デジタルアルバム | 2019年9月25日 2025年3月15日 | Various Artists | 『BODY TO BODY』30th Anniversary Remixes                                  | SOFT BALLETの楽曲「BODY TO BODY」のリミックスで参加                                         |
| アルバム                      | 2020年5月27日               | THE NOVEMBERS   | At The Beginning                                                          | アルバムのシーケンスサウンドデザイン、プログラミングで参加 （yukihiro名義で参加）           |

### 書籍

#### 単行本
| 発売日         | タイトル                               | 発行               |
| -------------- | -------------------------------------- | ------------------ |
| 2006年5月30日  | acid android archives side-a           | ソニー・マガジンズ |
| 2006年11月22日 | acid android archives side-b           | ソニー・マガジンズ |
| 2006年12月28日 | acid android archives complete-edition | ソニー・マガジンズ |
| 2011年7月30日  | acid android archives -extended.       | ソニー・マガジンズ |
| 2017年10月     | acid android archives -fin.            | ソニー・マガジンズ |

#### アートブック
| 発売年 | タイトル      | 備考                                                 |
| ------ | ------------- | ---------------------------------------------------- |
| 2011年 | collection #1 | 通販サイトBARKS×ARTIST DELI SHOPPINGでの完全受注生産 |
| 2015年 | collection #2 | 通販サイトBARKS×ARTIST DELI SHOPPINGでの完全受注生産 |
| 2017年 | collection #3 | 通販サイトBARKS×ARTIST DELI SHOPPINGでの完全受注生産 |

## 出演ライヴイベント

### 出演フェス・イベント
（※）acid androidを結成した2001年以降に出演したフェス・イベントのみ記載
| 年     | タイトル                                                                                        | 会場 |
| ------ | ----------------------------------------------------------------------------------------------- | --- |
| 2002年 | CROW 『Surround Space Perception』                                                              | 1月8日 Shibuya O-EAST （yukihiro名義でドラマーとして出演）                                                                                          |
| 2002年 | CROW 『Surround Space Perception vol.2』                                                        | 4月14日 CLUB CITTA' （yukihiro名義でドラマーとして出演）                                                                                            |
| 2003年 | SONS OF ALL PUSSYS 『第二回 OSAKA BUBBLE FESTiVAL』                                             | 5月8日 なんばhatch |
| 2003年 | 天嘉-弐-                                                                                        | 12月26日 日本武道館 |
| 2004年 | SONS OF ALL PUSSYS 『第四回 OSAKA BUBBLE FESTiVAL』                                             | 2月21日 なんばhatch |
| 2004年 | MUCC 『えん2』                                                                                  | 2月19日 Zepp Tokyo 2月23日 ON AIR OSAKA |
| 2004年 | 天嘉-参-                                                                                        | 12月25日 日本武道館 |
| 2005年 | 天嘉-四-                                                                                        | 12月25日 日本武道館 |
| 2006年 | コーン 『JAPAN TOUR 2006』                                                                      | 4月19日 Zepp Tokyo（オープニングアクトとして出演）                                                                                                  |
| 2007年 | JACK IN THE BOX 2007                                                                            | 12月26日 日本武道館（藤井麻輝と共演） |
| 2008年 | 音楽と人 Presents MUSIC & PEOPLE                                                                | 11月3日 横浜BLITZ |
| 2008年 | ROCKSTAR Energy Drink Presents ROCKSTAR TASTE OF CHAOS 2008                                     | 11月10日 新木場STUDIO COAST |
| 2008年 | JACK IN THE BOX 2008                                                                            | 12月27日 日本武道館（セッションのみ） |
| 2009年 | VAMPS 『VAMPS LIVE 2009 ～吸血鬼VS人造人間～』                                                  | 5月14日 CLUB CITTA' |
| 2009年 | JACK IN THE BOX 2009 SUMMER                                                                     | 8月15日 幕張メッセ展示場1～3 ホール |
| 2009年 | JACK IN THE BOX 2009                                                                            | 12月27日 日本武道館 |
| 2010年 | 音楽と人 Presents MUSIC & PEOPLE                                                                | 6月13日 恵比寿LIQUIDROOM |
| 2010年 | スマッシング・パンプキンズ 『SUMMER SONIC 2010 EXTRA』                                          | 8月11日 新木場STUDIO COAST（ゲストアクトとして出演）                                                                                                |
| 2010年 | JACK IN THE BOX 2010 SUMMER                                                                     | 8月21日 幕張メッセ展示場4～6 ホール |
| 2010年 | D'ERLANGER 『ABSTINENCE'S DOOR ♯006』                                                           | 9月20日 新木場STUDIO COAST |
| 2011年 | JACK IN THE BOX 2011                                                                            | 12月27日 日本武道館（セッションのみ） |
| 2012年 | BUCK-TICK 『BUCK-TICK FEST 2012 ON PARADE』                                                     | 9月22日 千葉ポートパーク特設野外ステージ |
| 2012年 | December's Calling                                                                              | 12月17日 川崎CLUB CITTA’ （yukihiro名義でDJとして出演）                                                                                             |
| 2013年 | THE NOVEMBERS x Lillies and Remains presents 「Sigh」                                           | 1月13日 恵比寿LIQUIDROOM （yukihiro名義でDJとして出演）                                                                                             |
| 2014年 | Lillies and Remains x PLASTICZOOMS x THE NOVEMBERS presents 「BODY」                            | 10月12日 代官山UNIT （yukihiro名義でDJとして出演）                                                                                                  |
| 2015年 | sukekiyo 『"The Unified Field" -双卵の眼-』                                                     | 2月2日 スカラエスパシオ |
| 2016年 | SCHAFT 『TOUR ULTRA -The Loud Engine-』                                                         | 1月22日 CLUB CITTA' 1月24日 Yokohama Bay Hall 1月25日 LIQUIDROOM 1月27日 赤坂BLITZ 1月28日 EX THEATER ROPPONGI （yukihiro名義でドラマーとして出演） |
| 2019年 | cali≠gari 『25th Caliversary "1993-2019" 終わらない夏の伝説達へ… 〜Can't Stopが止まらない！〜』 | 9月6日 恵比寿LIQUID ROOM |
| 2019年 | 2MAN LIVE BAROQUE×ACID ANDROID kiss the sky Ⅳ                                                   | 10月4日 渋谷duo MUSIC EXCHANGE |
| 2021年 | JACK IN THE BOX 2021                                                                            | 12月27日 日本武道館（セッションのみ） |
| 2022年 | People In The Box『-aapitb-』                                                                   | 7月1日 Spotify O-EAST |
| 2023年 | slice of alcove                                                                                 | 11月24日 SPACE ODD （yukihiro名義でDJとして出演）                                                                                                   |

## タイアップ
| 年     | 曲名           | タイアップ                                                                               | 備考         |
| ------ | -------------- | ---------------------------------------------------------------------------------------- | ------------ |
| 2001年 | ring the noise | PlayStation 2用ゲームソフト『デビルメイクライ』初回購入特典CD「Dante's Selection」提供曲 | yukihiro名義 |

## ミュージック・ビデオ
| 監督           | 曲名                          |
| 井上卓         | 「faults feat.toni halliday」 |
| 大久保拓朗     | 「roses」                     |
| 奥和義         | 「let's dance」               |
| 近藤廣行       | 「violator:1.02」「violator」 |
| ムラカミタツヤ | 「violent parade」            |